# 古谷纯平
古谷纯平（日语： Furuya Jumpei，1991年5月18日—），高知县高知市出身，日本男子铁人三项运动员。他曾获得2018年亚洲运动会铁人三项比赛男子个人和混合接力金牌。